# Grand Crêt
Der Grand Crêt (nicht zu verwechseln mit dem Grand Crêt d’Eau) ist mit 1702 m der dritthöchste Berggipfel des gesamten Juras. Er gehört zur Haute Chaîne, der östlichsten und höchsten Kette des französischen Juras, und liegt im Pays de Gex (Département Ain), rund 16 km westnordwestlich der Stadt Genf. Der Grand Crêt bildet die nordöstliche Fortsetzung des Crêt de la Neige. Er ist von diesem durch einen Sattel getrennt, dessen tiefster Punkt bei ungefähr 1670 m liegt, weshalb er oft nicht als eigenständiger Berg betrachtet wird.
Begrenzt wird der Grand Crêt im Osten durch die Ebene des Pays de Gex und im Westen durch das Tal der Valserine. Nach Nordosten fällt er über den Montoisey (1657 m) zum Sattel des Col de Crozet (1480 m) ab, der zum Höhenrücken des Colomby de Gex überleitet. Der aus Kalkstein der jüngeren Jurazeit aufgebaute Grand Crêt zeigt charakteristische Karstphänomene, beispielsweise Dolinen und Karrenfelder. Der gefallene Niederschlag versickert im porösen Untergrund und tritt erst in Quellen am Hangfuß wieder zutage.
Die steilen Hänge des Grand Crêt sind dicht bewaldet. Unterhalb von rund 900 m gibt es zumeist Laubwald, darüber bis etwa 1500 m eine Nadelwaldzone, die wiederum von Bergweiden mit subalpiner Vegetation abgelöst wird. Der Grand Crêt ist Teil des Parc Naturel Régional du Haut-Jura und des Naturreservats Haute Chaîne du Jura.